# Poker Flat Recordings
Poker Flat Recordings, communément appelé Poker Flat, est un label de musique électronique allemand fondé par Steve Bug en 1998.